# Национальные сокровища Кореи

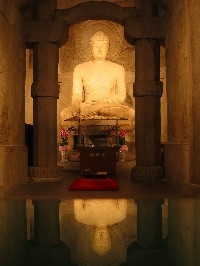
Статуя Будды в гроте Соккурам, 24 пункт списка сокровищ Кореи.

Национальные сокровища Кореи (кор. 대한민국의 국보?, 大韓民國 國寶?) — официальный список предметов, зданий, памятников и географических мест Южной Кореи, которые имеют исключительную культурную ценность.
Современный список культурных сокровищ Кореи был составлен 10 декабря 1962 года, тогда же он получил юридический статус. С тех пор было сделано немало правок, последняя из которых датируется 2004 годом. В списке сейчас 307 строк.

## Список национальных сокровищ

### Элементы, включённые 20 декабря 1962 года
1. Ворота Намдэмун, Чунку, Сеул

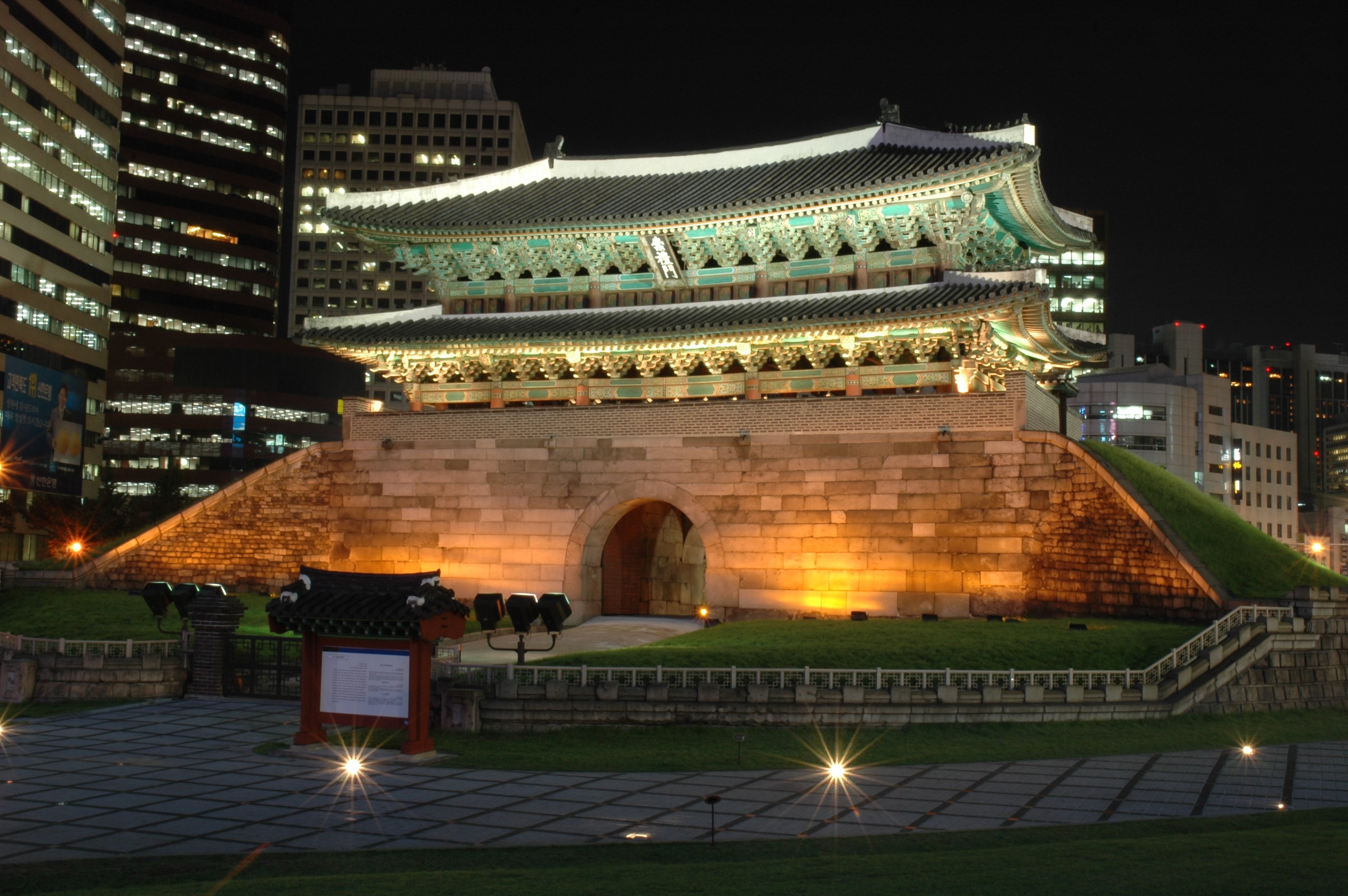
Ворота Суннемун (Намдэмун).

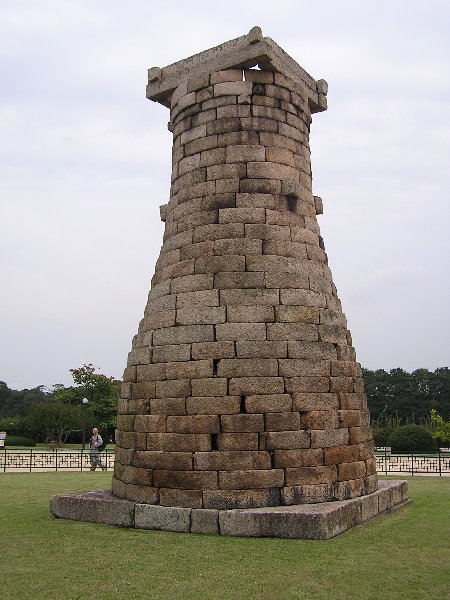
Обсерватория Чхомсондэ.

Хунмин Чоным.

2. Вонгаксаджи Сипчхын Соктап, десятиэтажная каменная пагода храма Вонгакса, Чонногу, Сеул
3. Пукхансанский Монумент в честь осмотра границы Пукхансана королём Чинхыном, Национальный музей Кореи, Сеул
4. Башня в храме Кодальса, Йоджу
5. Каменный светильник храма Попчуса, Поын
6. Семиэтажная каменная пагода в Таппхёнри, Чхунджу
7. Стела храма Хонгёнса, Чхонан
8. Пагода Нанхехвасан, храм Сонджуса, Порён
9. Пятиэтажная каменная пагода храма Чоннимса, Пуё
10. Трёхэтажная каменная пагода, храм Сильсанса, Намвон
11. Каменная пагода храма Мирыкса, Иксан
12. Каменный светильник в храме Хвэомса, Куре
13. Зал Кыннакчон храма Мувиса, Канджин
14. Зал Йонсанждон, храм Ынхэса, Йончхон
15. Зал Кыннакчон храма Понджонса, Андон
16. Семиэтажная кирпичная пагода в Синседоне, Андон
17. Каменный светильник перед залом Мурянсуджон храма Пусокса, Йонджу
18. Зал Мурянсуджон храма Пусокса, Йонджу
19. Зал Чосадан храма Пусокса, Йонджу
20. Таботхап (пагода-сокровищница) в Пульгукса, Кёнджу
21. Соккатхап (пагода Сакьямуни), трёхэтажная пагода в Пульгукса, Кёнджу
22. Мосты Йонхвагё и Чхильбогё в храме Пульгукса, Кёнджу
23. Чхонгунгё и Пэгунгё, лестница и мост, ведущие ко входу храма Пульгукса, Кёнджу
24. Грот Соккурам со статуей Будды, Кёнджу
25. Памятник королю Муйолю, Кёнджу
26. Сидячая статуя Будды Вайрочана в Пульгукса, Кёнджу. Бронза с позолотой
27. Сидячая статуя Будды Амитабха в Пульгукса, Кёнджу. Бронза с позолотой
28. Стоячая статуя Будды Бхайшаджьягуру в храме Пэннюльса, Кёнджу
29. Колокол короля Сондока, Национальный музей Кёнджу
30. Каменная пагода храма Пунхванса, Кёнджу
31. Чхомсондэ, Кёнджу
32. Трипитака Кореана в Хэинса, Хапчхон
33. Монумент в Чханнёне, в честь осмотра границы королём Чинхыном
34. Трёхэтажная каменная Восточная Пагода в Сульджон-ри, Чханнён
35. Трёхэтажная каменная пагода храма Хваомса, Куре
36. Бронзовый колокол храма Санвонса, Пхёнчхан
37. Трёхэтажная каменная пагода в Кухвандоне, Кёнджу
38. Трёхэтажная каменная пагода храма Косонса, Кёнджу
39. Пятиэтажная каменная пагода в Навонри, Кёнджу
40. Тринадцатиэтажная каменная пагода храма Чонхеса, Кёнджу
41. Железный флагшток в храме Йондуса, Чхонджу
42. Три деревянных Будды храма Сонгванса, Сунчхон
43. Эдикт короля Коджона, храм Сонгванса, Сунчхон
44. Трёхэтажная каменная пагода и каменный светильник храма Поримса, Чанхын
45. Сидячая глиняная статуя Будды в храме Пусокса, Йонджу
46. Настенная роспись зала Чосадан в храме Пусокса, Йонджу
47. Стела в храме Ссангеса, Хадон
48. Восьмиугольная девятиэтажная пагода храма Вольджонса, Пхёнчхан
49. Зал Таынджон храма Судокса, Есан
50. Ворота Хэтхальмун храма Тогапса, Йоннам
51. Гостиничные ворота в Канныне
52. Чангён Пханджон — хранилище Трипитаки Кореаны
53. Восточная башня храма Йонгокса, Куре
54. Северная башня храма Йонгокса, Куре
55. Зал Пхальсанджон в храме Попчуса, Поын
56. Зал Куксаджон в храме Сонгванса, Сунчхон
57. Каменная пагода в храме Ссанбонса, Хвасун
58. Сидячая железная статуя Будды Бхайшаджьягуру в храме Чангокса, Чхонян
59. Стела, венчающая башню в храме Попчхонса, Вонджу
60. Фарфоровая курильница с крышкой в виде льва, Национальный музей Кореи, Сеул
61. Фарфоровый сосуд для вина в виде дракона, Национальный музей Кореи, Сеул
62. Зал Мирыкчон в храме Кымсанса, Кимдже
63. Сидячая статуя Будды Вайрочана в храме Топианса, Чхорвон
64. Каменная чаша в виде лотоса в храме Попчуса, Поын
65. Фарфоровая курильница с крышкой в форме единорога, Музей искусств Кансон, Сеул
66. Фарфоровое кропило с богатой инскрустацией, Музей искусств Кансон, Сеул
67. Зал Какхванджон храма Хваомса, Куре
68. Фарфоровая ваза, расписанная птицами и облаками, Музей искусств Кансон, Сеул
69. Сертификат, объявляющий благодарность Сим Джи Бэку за помощь в создании королевства Чосон, Университет Тон-А, Пусан
70. Хунмин Чоным
71. Тонгук Чонгун, словарь правильного корейского произношения
72. Бронзовая триада Будд с позолотой (563 год)
73. Бронзовая триада Будд с позолотой — уменьшенная копия
74. Фарфоровая черпалка в форме утки
75. Бронзовая курильница с серебряными украшениями в храме Пхёчхунса, Мирян
76. Боевой журнал, письма и черновики рапортов адмирала Ли Сун Сина, Асан
77. Пятиэтажная каменная пагода в Тамни, Ыйсон
78. Кымдон Мирык Посальбан Касан, бронзовый майтрея во время медитации, Национальный музей Кореи, Сеул
79. Сидячая статуя Будды в Кухванни, Кёнджу, Национальный Музей Кореи, Сеул
80. Стоячая статуя Будды в Кухванни, Кёнджу, Национальный Музей Кореи, Сеул
81. Стоячая статуя майтреи храма Камсанса, Национальный Музей Кореи, Сеул
82. Стоячая статуя Будды Амитабха храма Камсанса, Национальный Музей Кореи, Сеул
83. Пангасаюсан, бронзовый майтрея во время медитации, Национальный Музей Кореи, Сеул
84. Высеченая из камня триада Будд в Сосане
85. Бронзовая триада Будд (571), Йонъин
86. Десятиэтажная пагода храма Кёнсхонса, Национальный Музей Кореи, Сеул
87. Золотая корона из гробницы Кымгванчхон, Национальный Музей Кёнджу, Кёнджу
88. Подвески и ремни из гробницы Кымгванчхон, Национальный Музей Кёнджу, Кёнджу
89. Золотая пряжка, Национальный Музей Кореи, Сеул
90. Золотые серьги, период Силла (500—600 гг). Найдены в гробнице Пубучхон, Кёнджу, Кёнсан-Пукто
91. Каменный сосуд в виде всадника, период Силла. Найден в Кымнёнчхоне, Кёнджу
92. Фарфоровое кропило с растительным орнаментом, Национальный Музей Кореи, Сеул
93. Фарфоровый кувшин с растительным орнаментом, Национальный Музей Кореи, Сеул
94. Фарфоровая бутылка в форме дыни, Национальный Музей Кореи, Сеул
95. Фарфоровая курильница, Национальный Музей Кореи, Сеул
96. Фарфоровый сосуд в форме черепахи, Национальный Музей Кореи, Сеул
97. Фарфоровая ваза, расписанная арабесками, Национальный Музей Кореи, Сеул
98. Фарфоровый кувшин с растительным орнаментом, Национальный Музей Кореи, Сеул
99. Трёхэтажная каменная пагода храма Кальханса, Национальный Музей Кореи, Сеул
100. Семиэтажная каменная пагода монастыря Намгевон, Национальный Музей Кореи, Сеул
101. Мемориальная ступа Его Преосвященства Чигвана из храма Попчхонса, Национальный Музей Кореи, Сеул
102. Мемориальная ступа Его Преосвященства Хонбопа из храма Чонтхоса, Национальный Музей Кореи, Сеул
103. Каменный светильник из крепости Чунхынсансон, Пукку, Кванджу
104. Ступа священника Йомго из храма Хынбопса, Национальный Музей Кореи, Сеул
105. Трёхэтажная каменная пагода в Помхак-ри, Санчхон, Национальный Музей Кореи, Сеул
106. Каменная триада Будд Амитабх и 28 других буддистских изображений Чхонджу
107. Кувшин из белого фарфора с изображением виноградных ветвей, Женский Университет Эвха, Сеул
108. Стела тысячи Будд , Конджу
109. Грот с триадой Будд, Кунви
110. Портрет Ли Че Хёна, Национальный Музей Кореи, Сеул
111. Портрет Ан Хяна, Йонджу
112. Трёхэтажная каменная пагода храма Камынса, Кёнджу
113. Фарфоровая бутылка с изображением ветвей ивы, Национальный Музей Кореи, Сеул
114. Фарфоровая бутылка в форме дыни с изображением пионов и хризантем, Национальный Музей Кореи, Сеул
115. Фарфоровая чаша с арабесками, Национальный Музей Кореи, Сеул
116. Фарфоровый кувшин в форме тыквы с изображением пионов, Национальный Музей Кореи, Сеул

### Элементы, включённые3 марта1964 года
117. Сидячая статуя Будды Вайрочана в храме Поримса, Чанхын
118. Бронзовая позолоченная майтрея, Йонъин
119. Стоячая бронзовая статуя Будды с описанием седьмого года эры Йонга, Национальный Музей Кореи, Сеул
120. Священный колокол храма Йонджуса, Хвасон
121. Маски Хахотхаль и Пёнсантхаль, Андон
122. Трёхэтажная каменная пагода в храме Чинджонса, Янъян

### Элементы, включённые28 февраля1966
123. Предметы найденные в пятиэтажной каменной пагоде в Вангунни, Иксан, Национальный Музей Чонджу, Чонджу
124. Сидячая мраморная статуя Бодхисттвы из храма Хансонса, Национальный Музей Кореи, Сеул
125. Зелёная похоронная урна, Национальный Музей Кореи, Сеул

### Элемент, включённый16 сентября1967 года
126. Предметы, найденные в трёхэтажной пагоде храма Пульгукса, Кёнджу (28 предметов)

### Элементы, включённые19 декабря1968 года
127. Стоячая бронзовая статуя Авалокитесвары Бодхисаттвы из Самяндона, Национальный Музей Кореи, Сеул
128. Стоячая бронзовая статуя Авалокитесвары Бодхисаттвы , Музей Искусств Хоам, Йонъин
129. Стоячая бронзовая статуя Бодхисаттвы , Музей Искусств Хоам, Йонъин
130. Пятиэтажная каменная пагода в Чукчан-доне, Сонсан, Куми

### Элементы, включённые7 ноября1969 года
131. Фамильный реестр короля Тхэджо, основателя королевства Чосон, Национальный Музей Кореи, Сеул
132. Военные мемуары Ю Сон Рёна, Андон
133. Фарфоровый сосуд в форме цветущего лотоса, Музей Искусств Хоам, Йонъин
134. Позолоченная триада Бодхисаттв, Музей Искусств Хоам, Йонъин

### Элементы, включённые30 декабря1970 года
135. Тридцатистраничный альбом с рисунками Син Юн Бока, Музей Искусств Кансон, Сеул
136. Стойка алтаря в виде головы дракона, Музей Искусств Хоам, Йонъин

### Элементы, включённые21 декабря1971 года
137. Бронзовые предметы из Писандона, Тэгу, Музей Искусств Хоам, Йонъин (2 предмета)
138. Золотая корона, Музей Искусств Хоам, Йонъин
139. Картина, изображающая совет богов кисти Тан Вона, Музей Искусств Хоам, Йонъин
140. Перламутровое зеркало, Музей Искусств Хоам, Йонъин
141. Бронзовое зеркало с двумя ручками, Университет Сунсиль, Сеул
142. Тонгук Чонгун 6 томов, Университет Кхонкук, Сеул

### Элементы, включённые2 марта1972 года
143. Бронзовые предметы, относящиеся к 200—100 гг до н. э. из Хвасуна, Национальный Музей Кванджу. (6 предметов)
144. Сидячий Будда, высеченный в горе Вольчхульсан, Йонам

### Элементы, включённые24 июня1972 года
145. Бронзовая жаровня с украшением в виде маски демона, Йонсангу, Сеул
146. Предметы, выкопанные в Канвондо, Музей Искусств Хоам, Йонъин (4 предмета)

### Элемент, включённый4 мая1973 года
147. Петроглифы в Чхонджонни, Ульджугун, Ульсан

### Элементы, включённые10 июля1973 года
148. История Китая, тома 16, 17, Сеульский Национальный Университет, Сеул
149. Комментарии к произведениям китайского классика Лю Цукянь, тома 4-6, Сонбук-ку, Сеул
150. Книга, отпечатанная первым металлическим печатным станком, Сеульский Национальный Университет, Сеул

### Элементы, включённые31 декабря1973 года
151. Анналы династии Чосон
152. Пибёнса Тыннокпу Ыйджон Пудыннок, Сеульский Национальный Университет, Сеул
153. Пибёнса Тыннок, Сеульский Национальный Университет, Сеул

### Элементы, включённые9 июля1974 года
154. Два золотых головных убора, начало VI века (Пэкче). Из могилы короля Мурёна, Конджу, Чхунчхон-Намдо
155. Уменьшенная копия #154
156. Королевские золотые серьги, начало VI века (Пэкче). Из могилы короля Мурёна
157. Золотые серьги королевы. Из могилы короля Мурёна
158. Два золотых ожерелья королевы, Национальный Музей Конджу, Конджу
159. Золотая заколка короля, начало VI века (Пэкче). Из могилы короля Мурёна.
160. Пара серебряных браслетов королевы, Национальный Музей Конджу, Конджу
161. Бронзовое зеркало с изображением небожителей, Национальный Музей Конджу, Конджу
162. Роговая обманка. Из могилы короля Мурёна
163. Надгробные камни короля и королевы. Из могилы короля Мурёна
164. Подголовник, Национальный Музей Конджу, Конджу
165. Королевский подножник, Национальный Музей Конджу, Конджу
166. Белый фарфоровый кувшин с изображением сливы и бамбука, Национальный Музей Кореи, Сеул
167 Фарфоровый винный кувшин в форме человеческой фигуры, Национальный Музей Кореи, Сеул
168 Белая фарфоровая бутылка с изображением сливы и хризантем, Национальный Музей Кореи, Сеул
169 Фарфоровая бутылка с бамбуковым мотивом периода Корё, Музей Искусств Хоам, Йонъин
170 Фарфоровый кувшин с изображением сливы, птиц и бамбука, Национальный Музей Кореи, Сеул
171. Бронзовый сосуд, Музей Искусств Хоам, Йонъин
172. Предметы из семейного склепа Чин Ян Чона, Музей Искусств Хоам, Йонъин
173. Сидячая фарфоровая статуя архата, Каннам, Сеул
174. Пара бронзовых подсвечников периода Силла, Музей Искусств Хоам, Йонъин
175. Белый фарфоровый сосуд с арабесками, Национальный Музей Кореи, Сеул
176. Фарфоровый кувшин с изображением сосен и бамбука, Университет Тонгук, Сеул
177. Кувшин школы Пунчхон с оттисками, Университет Корё, Сеул
178. Бутылка школы Пунчхон с изображениями рыб, Содэмунгу, Сеул
179. Бутылка школы Пунчхон с изображениями рыб и лотоса, Музей Хорим, Сеул

### Элемент, включённый31 декабря1974 года
180. Зимний ландшафт, картина Ким Чонхи, Чонно-гу, Сеул

### Элемент, включённый13 ноября1975 года
181. Сертификат о сдаче государственных экзаменов на имя Чан Лян Су, Ульджин

### Элементы, включённые23 апреля1976 года
182. Стоячая бронзовая статуя Будды, Национальный Музей Тэгу, Тэгу
183. Стоячая бронзовая статуя Бодхисаттвы, Национальный Музей Тэгу, Тэгу
184. Стоячая бронзовая статуя Бодхисаттвы, Национальный Музей Тэгу, Тэгу
185. Саддхарпапундарика сутра, Национальный Музей Кореи, Сеул

### Элемент, включённый14 декабря1976 года
186. Стоячая бронзовая статуя Бодхисаттвы из Янпхёна, Национальный Музей Кореи, Сеул

### Элемент, включённый27 августа1977 года
187. Пятиэтажная пагода в Поннаме, Йонъян

### Элементы, включённые7 декабря1978 года
188. Золотая корона, периода Силла из гробницы Небесного Коня (Чхонмачхон), Кёнджу
189. Золотой головной убор периода Силла из гробницы Небесного Коня.
190. Золотой ремень с подвесками периода Силла из гробницы Небесного Коня, Национальный Музей Кёнджу, Кёнджу
191. Золотая корона, периода Силла (см. #188). Из гробницы Небесного Коня
192. Золотой ремень с подвесками периода Силла из гробницы Хваннамдэчхон, Кёнджу
193. Стеклянный кувшин (копия), периода Силла из гробницы Хваннамдэчхон, Кёнджу
194. Золотое ожерелье периода Силла из гробницы Хваннамдэчхон, Кёнджу
195. Чаша с фигурками людей короля Мичху, Национальный Музей Кёнджу, Кёнджу

### Элемент, включённый8 февраля1979 года
196. Сутра на белой бумаге периода Силла, Музей Искусств Хоам, Йонъин

### Элементы, включённые22 мая1979 года
197. Ступа буддистского священника Погака в храме Чхоннёнса
198. Стела короля Чинхына, Танян.
199. Буддистские статуи в гроте храма Синсонса на горе Тансоксан, Кёнджу

### Элемент, включённый30 апреля1979 года
200. Стоячая бронзовая статуя Бодхисаттвы, Муниципальный Музей Пусана, Пусан

### Элемент, включённый16 сентября1980 года
201. Высеченное в скале изображение Будды в Пукчири, Понхва

### Элементы, включённые18 марта1981 года
202. Аватамсака сутра, Чунку, Сеул
203. Аватамсака сутра, Чунку, Сеул
204. Аватамсака сутра, Чунку, Сеул
205. Памятник эпохи Когурё в Чунвоне, Чхунджу

### Элемент, включённый22 мая1982 года
206. Буддистские картины в храме Хэинса, Хапчхон

### Элемент, включённый16 ноября1982 года
207. Накидка на седло с изображением 'Небесного Коня', из гробницы Небесного Коня, Национальный Музей Кореи, Сеул

### Элементы, включённые7 декабря1982 года
208. Шестиугольный ларь для хранения сариры, храм Чикчиса, Кимчхон
209. Пятиэтажная каменная пагода, Университет Тонгук, Сеул

### Элементы, включённые30 мая1984 года
210. Сутра периода Корё (том 30), Йонъин
211. Саддхармапундарика сутра, Культурное Общество Сонбо, Сеул
212. Сурамагма сутра, Университет Тонгук, Сеул

### Элементы, включённые6 августа1984 года
213. Миниатюрная позолоченная пагода, Музей Искусств Хоам, Йонъин
214. Бронзовая курильница из храма Хынгванса, Кэсон, Музей Искусств Хоам, Йонъин
215. Сутра периода Корё (том 31), Йонъин
216. Гора Инвансан после дождя, картина Чон Сона, Музей Искусств Хоам, Йонъин
217. Картина, изображающая Кумгансан Чон Сона, Музей Искусств Хоам, Йонъин
218. Изображение Амитабхи и двух Бодхисаттв, Музей Искусств Хоам, Йонъин
219. Фарфоровый кувшин эпохи раннего Чосона, Музей Искусств Хоам, Йонъин
220. Фарфоровый сосуд, Музей Искусств Хоам, Йонъин

### Элемент, включённый15 ноября1984 года
221. Сидячая деревянная статуя манджусури, в храме Санвонса, Пхёнчхан

### Элемент, включённый7 декабря1984 года
222. Фарфоровый кувшин с изображением сливы и бамбука, Музей Хорим, Сеул

### Элементы, включённые8 января1985 года
223. Зал Кынджонджон во дворце Кёнбоккун, Сеул
224. Павильон Кёнхору во дворце Кёнбоккун, Сеул
225. Зал Инджонджон во дворце Чхангёнгун, Сеул
226. Зал Мёнджонджон во дворце Чхангёнгун, Сеул
227. Главный зал королевского склепа Чонмё, Сеул

### Элементы, включённые3 марта1985 года
228. Чхонсан Йольчха Пуняджидо, каменная планисфера. Корейский Королевский Музей, Сеул
229. Водяные часы павильона Погурак, Корейский Королевский Музей, Сеул
230. Астрономический инструмент с часами, Университет Корё, Сеул

### Элемент, включённый14 марта1986 года
231. Тринадцать литейных форм для производства бронзового оружия, Университет Сунсиль, Сеул

### Элементы, включённые15 октября1986 года
232. Благодарственная на имя Ли Хва за помощь в создании королевства Чосон, Чонып
233. Агальматолитовый кувшин с записями о втором годе эры Йонтхэ, Пусанский Муниципальный Музей, Пусан

### Элементы, включённые29 ноября1986 года
234. Саддхармапундарика сутра, Музей Искусств Хоам, Йонъин
235. Аватамсака сутра, Музей Искусств Хоам, Йонъин

### Элементы, включённые9 марта1987 года
236. Пятиэтажная пагода храма в Чанханри, Вольсон, Кёнджу

### Элементы, включённые16 июля1987 года
237. Ширма с рисунками и каллиграфией, Коян
238. Жизнеописание принца Ли Йон, середина XV века, Коян

### Элементы, включённые26 декабря1987 года
239. Портрет Сон Си Йоля, Национальный Музей Кореи, Сеул
240. Портрет Юн Ду Со, Хэнам

### Элемент, включённый16 июня1988 года
241. Махапрайнапарамита сутра, Музей Искусств Хоам, Йонъин

### Элемент, включённый14 ноября1988 года
242. Монумент эпохи Силла в Понпхёне, Ульджин

### Элементы, включённые28 декабря1988 года
243. Комментарий к 11 тому Йогакарябхуми сутры, Музей Искусств Хоам, Йонъин
244. Йогакарябхуми сутра, том 17, музей Университета Мёнджи, Йонъин
245. Индекс Трипитаки, том 20, Национальный Музей Кореи, Сеул
246. Тэбоджоккён сутра, Национальный Музей Кореи, Сеул

### Элемент, включённый10 апреля1989 года
247. Стоячая бронзовая статуя Бодхисаттвы в Ыйдане, Конджу

### Элементы, включённые1 августа1989 годаи позднее
248. Карта Кореи периода Чосон, Квачхон
249. Изображение дворцов Чхандоккун и Чхангёнгун, Сеул
250. Благодарственная Ли Вон Гилю за помощь в создании королевства Чосон, Чунку, Сеул
251. Абидхарма сутра, Чунку, Сеул
252. Фарфоровая бутылка с изображением лотоса, Йонъин
253. Фарфоровый кувшин с арабесками, Национальный Музей Кореи, Сеул
254. Фарфоровая ваза с изображением цветов, Чунку, Сеул
255. Бронзовые колокола из Чхунчхон-Намдо, Музей Искусств Хоам, Йонъин
256. Аватамсака сутра часть 1, Провинциальный Музей Кёнгидо, Йонъин
257. Аватамсака сутра часть 29, из храма Куинса, Танян
258. Белая фарфоровая бутылка с бамбуковыми мотивами, Йонъин
259. Чаша школы Пунчхон с изображением дракона, Национальный Музей Кореи, Сеул
260. Чаша школы Пунчхон с изображением пионов, Национальный Музей Кореи, Сеул
261. Две белых фарфоровых чаши, Музей Искусств Хоам, Йонъин
262. Большая белая фарфоровая чаша, Культурное Общество Ухак, Сеул
263. Бело-голубая фарфоровая чаша с изображением цветов и птиц, Культурное Общество Ухак, Сеул
264. Стела в Нэнсу-ри, Йонгиль, Пхохан
265. Аватамсака сутра часть 13, Чонногу, Сеул
266. Аватамсака сутра части 2 и 75, Музей Хорим, Сеул
267. Абидхарма сутра часть 12, Музей Хорим, Сеул
268. Абидамбипаса сутра части 11,17, Музей Хорим, Сеул
269. Маха сутра часть 6, Музей Хорим, Сеул
270. Фарфоровый винный кувшин в форме обезьяны, Музей Искусств Кансон, Сеул
271. Комментарии к Йогакарябхуми сутра, том 12, Национальный Музей Кореи, Сеул
272. Йогакарябхуми сутра, том 32, Национальный Музей Кореи, Сеул
273. Йогакарябхуми сутра, том 15, Национальный Музей Кореи, Сеул
274. (Сейчас пусто; ранее строка была занята кораблём-черепахой, позже выяснилось, что это дубликация)
275. Глиняная статуя в виде всадника, Национальный Музей Кёнджу, Кёнджу
276. Йогакарябхуми сутра, часть 53, Музей Качхон, Инчхон
277. Аватамсака сутра часть 36, Хансольское культурное общество, Чонджу
278. Благодарственная Ли Хёну от короля Тхэджона, Йондон
279. Аватамсака сутра часть 74, Кыйнса, Танян
280. Бронзовый колокол храма Чхонхынса с горы Сонгосан, Национальный Музей Кореи, Сеул
281. Винный кувшин белого фарфора, Музей Хорим, Сеул
282. Сидячая деревянная статуя Будды Амитабха в храме Хыксокса, Йонджу
283. Второе издание Тхоннам, Кёнджу
284. Махапрайнапарамита сутра части 162,170,463, Каннам, Сеул
285. Петроглифы в Тэгок-ри, Ульсан
286. Кувшин белого фарфора, Музей Искусств Хоам, Йонъин
287. Бронзовая курильница Пэкче из Нынсан-ри, Национальный Музей Пуё, Пуё
288. Каменная дверь в гробнице короля Видока, Пуё
289. Пятиэтажная каменная пагода в Вангун-ри, Иксан
290. Зал Таынджон и ступени храма Тхондоса, Янсан
291. Йонгам Сугён, Университет Корё, Сеул
292.
293. Стоячая бронзовая статуя Авалокитешвара Бодхисаттва , Национальный Музей Кореи, Сеул
294. Фарфоровый кувшин с изображением хризантем, Сонбук-ку, Сеул
295. Бронзовая корона из гробницы в Синчхон-ри, Наджу, Национальный Музей Кореи, Сеул
296. Пять буддистских картин в храме Чхильджанса, Ансон
297. Буддистская картина в храме Ансимса, Чхонвон
298. Буддистская картина в храме Капса, Конджу
299. Буддистская картина в храме Синвонса, Конджу
300. Буддистская картина в храме Чангокса, Чхонян
301. Буддистская картина в храме Хваомса, Куре
302. Буддистская картина в храме Чхонгокса, Чинджу
303. Дневник Сын Джон Гвона, Сеульский Национальный Университет, Сеул
304. Зал Йосуджиннамгван, Йосу
305. Тонён Себёнгван, Тонён
306. Самгук Юса, части 3, 4, 5
307. Высеченная в скале триада Будд в Тхэане
308. North rock-cut seated Maitreya buddha of Daeheungsa Temple, Haenam
309. Large Porcelain Jar, Seoul
310. Daeungjeon Hall of Bongjeongsa, Andong
311. Seated buddha image carved on rock pillar near Chilburam Hermitage at Namsan, Gyeongju
312. Amitābha wall painting in Geungnakjeon Hall of Muwisa, Gangjin County
313. Hwaeomtaeng painting in Hwaeomjeon Hall of Songgwangsa Temple, Suncheon
314. Stele accompanying stupa of buddhist priest Jijeungdaesa of Bongamsa, Mungyeong
315. Geungnakjeon hall of Hwaamsa, Wanju County, North Jeolla Province
316. Royal Portrait of King Taejo of Joseon, Jeonju, North Jeolla Province
317. Silla Monument in Jungseong-ri, Pohang
318. Dongui Bogam (3 copies; National Library of Korea, Academy of Korean Studies, Seoul National University)
319. Worincheongangjigok (Songs of the moon's reflection on a thousand rivers), Academy of Korean Studies